# Апраксин (посёлок)
Апра́ксин — посёлок во Мгинском городском поселении Кировского района Ленинградской области.

## История
С 1917 по 1922 год посёлок при железнодорожной станции Апраксин входил в состав Поречской волости Шлиссельбургского уезда.
С 1923 года в составе Путиловской волости Ленинградского уезда.
Согласно данным переписи населения СССР 1926 года в посёлке при разъезде Апраксин Тортоловского сельсовета проживали 34 человека — большинство русские, а также латыши.
С февраля 1927 года в составе Мгинской волости. С августа 1927 года в составе Мгинского района.
С 1928 года в составе Марковского сельсовета.
С 1939 года в составе Мгинского сельсовета.

Разъезд Апраксин на карте 1941 года

С 1 сентября 1941 года по 31 декабря 1943 года посёлок находился в оккупации.
В 1958 году население посёлка Апраксин составляло 143 человека.
С 1959 года в составе Мгинского поссовета.
С 1960 года в составе Тосненского района.
С 1963 года подчинён Тосненскому горсовету.
По данным 1966 года посёлок Апраксин входил в состав Мгинского поссовета Тосненского района.
По данным 1973 года посёлок Мгинского поссовета Тосненского района назывался Апраксино.
По данным 1990 года посёлок Апраксин находился в административном подчинении Мгинского поселкового совета Кировского района.
В 1997 году в посёлке Апраксин Мгинского поссовета проживали 40 человек, в 2002 году — 84 человека (русские — 95 %).
В 2007 году в посёлке Апраксин Мгинского ГП — 31 человек.

## География
Расположен в западной части района  на автодороге 41К-544 (13 км. автодороги Магистральная — пл. Апраксин).
Расстояние до административного центра поселения — 9 км.
Посёлок находится на северной стороне железнодорожной линии Санкт-Петербург — Волховстрой I у платформы Апраксин.

## Демография
| 2007 | 2010 | 2017 |
| ---- | ---- | ---- |
| 31   | ↗57  | ↘55  |

## Инфраструктура
В посёлке расположены садоводства:
«Апраксин-1», «Апраксин-2», «Вагонник», «Восток», «Восход-2», «Приморский район», «Геодезист», «им. Ф. Э. Дзержинского», «Индустриальный техникум трудовых резервов», «Красная Бавария», «Красная Бавария-2», «Краснодеревщик», «Красный Маяк», «Ленинградская слюдяная фабрика», «Луч», «Металлист», «Мореходка», «Огнеупоры», «ПЗМ», «ПСК Спортсудостроитель», «Рассвет», «Рубин», «Связист», «Северный завод», «Сигнал», «УНР-77», «Химик-2», «Художник».
5 июня 2013 года у железнодорожной станции был освящён храм в честь святого благоверного князя Александра Невского. Стены храма планируется облицевать памятными плитами с названиями частей и именами героев Великой Отечественной войны в память о проходивших на территории Кировского района боях; не исключают, что в скором времени рядом появится мемориал всем «без вести пропавшим» бойцам Ленинградского и Волховского фронтов, а также воинские захоронения.

## Улицы
Железнодорожная, Новая, Школьная.